# Liste der Naturdenkmale in Kirchheim am Ries
| Naturdenkmale | Anzahl |
| ------------- | ------ |
| FND           | 2      |
| END           | 2      |
| Gesamt        | 4      |

Die Liste der Naturdenkmale in Kirchheim am Ries nennt die verordneten Naturdenkmale (ND) der im baden-württembergischen Ostalbkreis liegenden Gemeinde Kirchheim am Ries. In Kirchheim am Ries gibt es insgesamt vier als Naturdenkmal geschützte Objekte, davon zwei flächenhafte Naturdenkmale (FND) und zwei Einzelgebilde-Naturdenkmale (END).
Stand: 1. November 2016.

## Flächenhafte Naturdenkmale (FND)
| Name                             | Bild | Kennung     | Einzelheiten      | Position | Fläche Hektar | Datum |
| -------------------------------- | ---- | ----------- | ----------------- | -------- | ------------- | ----- |
| Gehölzbestand an der Weihermühle | BW   | 81360370004 | Kirchheim am Ries | ⊙        | 1,0           |       |
| Kurzberg                         | BW   | 81360370003 | Kirchheim am Ries | ⊙        | 0,2           |       |
| Legende für Naturdenkmal         |      |             |                   |          |               |       |

## Einzelgebilde (END)
| Name                            | Bild                  | Kennung     | Einzelheiten      | Position | Fläche Hektar | Datum |
| ------------------------------- | --------------------- | ----------- | ----------------- | -------- | ------------- | ----- |
| 1 Linde in Jagstheim            | ND rechts der Kapelle | 81360370001 | Kirchheim am Ries | ⊙        | 0,0           |       |
| 12 Linden bei der Klosterkirche | BW                    | 81360370002 | Kirchheim am Ries | ⊙        | 0,0           |       |
| Legende für Naturdenkmal        |                       |             |                   |          |               |       |